# 平安银行大厦
平安银行大厦（原名深圳发展银行大厦）是中華人民共和國廣東省深圳市罗湖区的一座摩天大楼，地处深圳市深南东路5047号。

## 历史
1992年12月28日开始建设，1997年1月18日正式启用，曾长期作为深圳发展银行总部。2012年至2019为平安银行总行所在地，因其类似风帆的独特造型和雄踞深南东路起点的位置，所以也是深圳市的标志性建筑之一。
2018年11月24日，入选第三批中国“20世纪建筑遗产项目”名录。

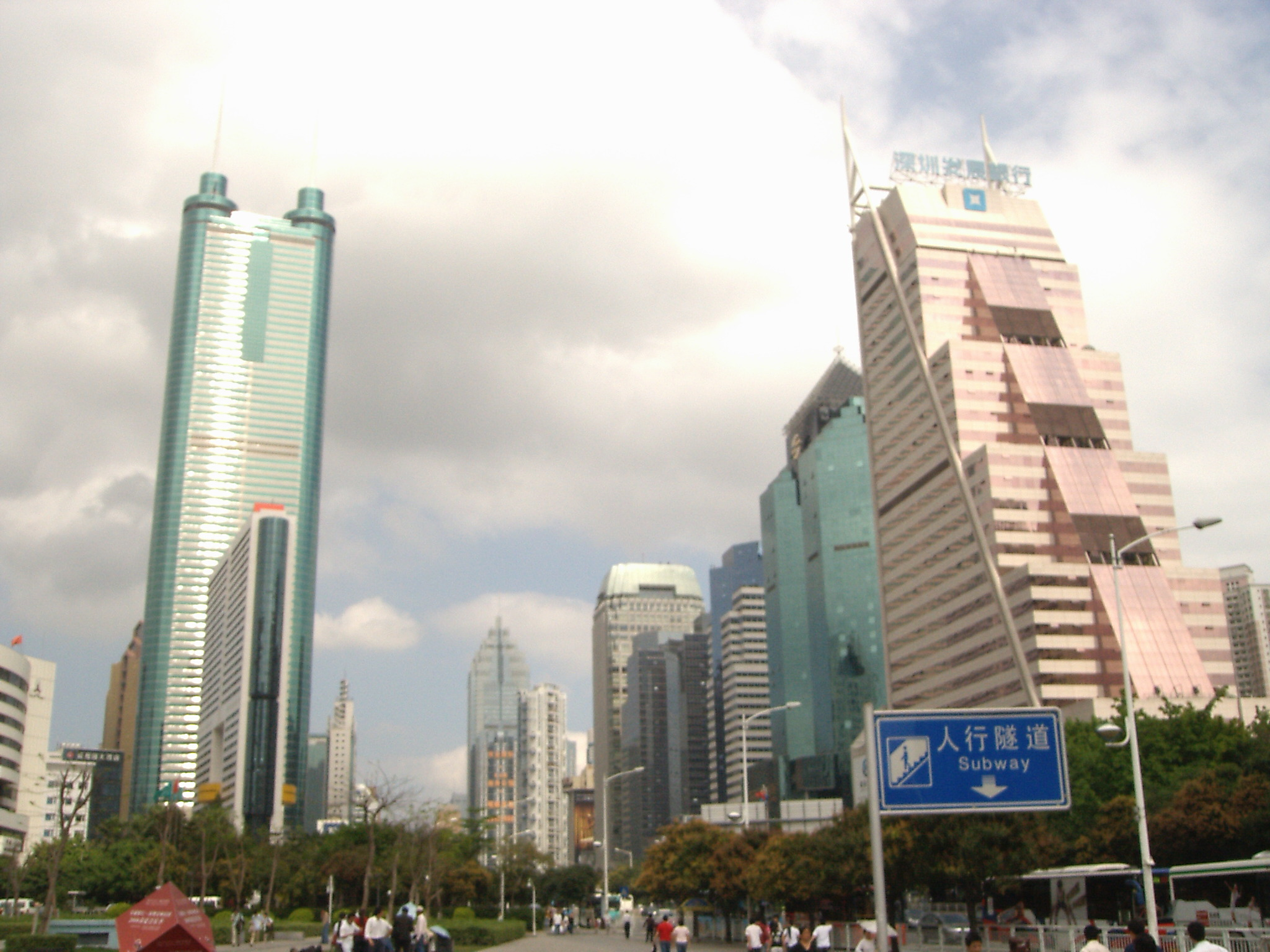
深南东路与红岭路交界路口景观，左侧为地王大厦，右侧即是未合并之前的深圳发展银行大厦